# Joakim Nilsson (cầu thủ bóng đá, sinh 1994)
Joakim Nilsson (sinh ngày 6 tháng 2 năm 1994) là một cầu thủ bóng đá người Thụy Điển thi đấu cho IF Elfsborg ở vị trí hậu vệ.

## Sự nghiệp
Vào tháng 2 năm 2016 anh ký bản hợp đồng 5 năm cùng với IF Elfsborg với mức phí khoảng €500 000 (5 triệu SEK).

## Đời sống cá nhân
Anh là em trai của cựu tuyển thủ đội tuyển quốc gia Thụy Điển Per Nilsson.